# Dal biji
Dal biji er en let ret fra det indiske køkken. Den er tilberedt af linsemel og  cantaloupemelon.
| Mad og drikke | Spire Denne artikel om mad og drikke er en spire som bør udbygges. Du er velkommen til at hjælpe Wikipedia ved at udvide den. |